# Carlos Marzal
'

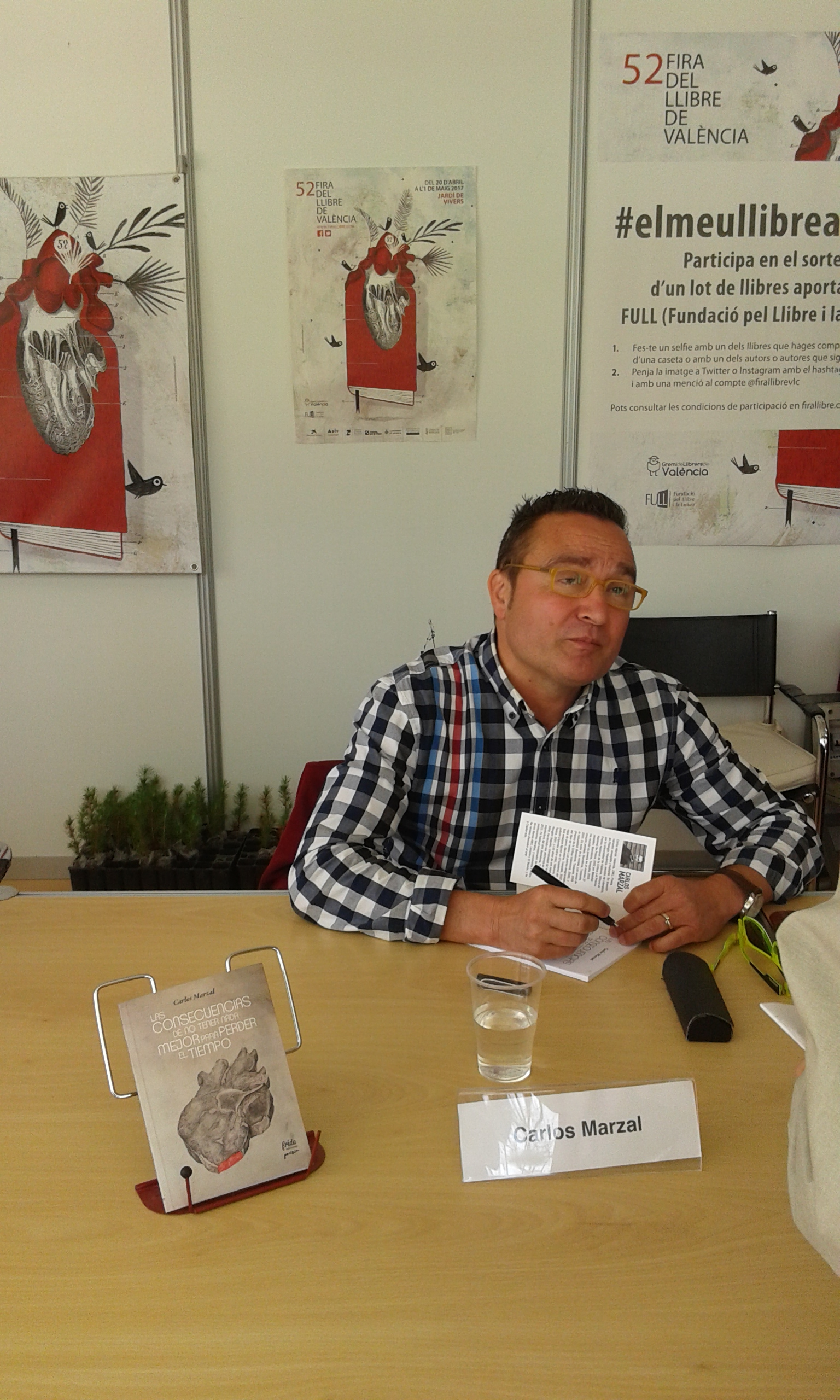
Carlos Marzal bei der Buchmesse Valencia 2017

Carlos Marzal (eigentlich Carlos Navarro Marzal * 1961 in Valencia) ist ein spanischer Lyriker und einer der ersten Vertreter der Erlebnispoesie, die vor allem in den 1980er- und 1990er-Jahren die spanische Lyrik dominierte. Zahlreiche Kritiker zählen zu dieser Generation auch Schriftsteller wie Luis García Montero, Felipe Benítez Reyes oder Vicente Gallego.
Der studierte Hispanist der Universität Valencia, leitete in Zusammenarbeit die Zeitschrift zu Literatur und Stierkampf Quites während ihres zehnjährigem Bestehens. Das lyrische Werk Marzals erreicht mit der Veröffentlichung der Gedichtssammlung Metales pesados (zu dt.: Schwermetalle) seinen absoluten Höhepunkt, prämiert mit dem Nationalen Lyrik- und Kritikerpreis Premio Nacional de Poesía y de la Crítica. Im Jahr 2003 erhielt er den Premio Antonio Machado de Poesía und ein Jahr darauf den XVI Premio Interancional de Poesía Fundación Loewe für sein Werk Fuera de mí (zu dt.: Außerhalb meiner selbst). Sein Prosadebüt feierte er mit dem Roman Los reinos de la casualidad (Tusquets, 2005, zu dt.: Die Königreiche des Zufalls), der als der beste Roman des Jahres im Kulturteil der Tageszeitung El Mundo gewürdigt wurde. Des Weiteren gewann er für seine 2013 veröffentlichte Arbeit namens La muralla elocuente den Journalismuspreis VI Premio de Periodismo Ciudad de Cáceres.
Marzal hat außerdem das Lyrikwerk Andén de cercanías (Pretextos, 1995, zu dt.: Bahnsteig) von Enric Sòria aus dem Valencianischen übersetzt.

## Veröffentlichungen

### Lyrik
- El último de la fiesta (Renacimiento, 1987)
- La vida de frontera (Renacimiento, 1991)
- Los países nocturnos (Tusquets, 1996)
- Poemas, Universidad de las Islas Baleares, 1997
- Metales pesados (Tusquets, 2001)
- Poesía a contratiempo (Anthologie von Andrés Neuman; Maillot Amarillo, 2002)
- Sin porqué ni adónde (Anthologie von Francisco Díaz de Castro; Renacimiento, 2003)
- Fuera de mí (XVI Premio de Poesía Fundación Loewe; Visor, 2004)
- El corazón perplejo (poesía completa; Tusquets, 2005)
- Ánima mía, Barcelona, Tusquets, 2009
- Los otros de uno mismo, Universidad de Valladolid, 2009

### Prosa
- Los reinos de la casualidad (Tusquets, 2005)
- Con un poco de suerte, Diputación Provincial de Málaga, 2006
- Los pobres desgraciados hijos de perra, Tusquets, 2011 (Finalrunde des Premio Setenil)

### Essays
- in Zusammenarbeit mit Fernando Manso, Manso: fenomenología de la niebla, Mecenazgo Interartístico Arte Veintiuno, 2006
- El cuaderno del polizón, Pre-Textos, 2007
- Electrones (aforismos), Granada, Cuadernos del Vigía, 2007
- Heptálogo para jóvenes poetas, Centro de Profesores y Recursos de Cuenca, 2009
- Sebastián Nicolau: de lo tangible y lo intangible, Valencia, Fundación Bancaja, 2010

## Auszeichnungen
- Premio de la Crítica de poesía castellana (2001)[5]
- Premio Nacional de Poesía (España) (2003)
- Premio de Poesía Antonio Machado (2003)
- XVI Premio Internacional de Poesía Fundación Loewe (2004)